# Wirginia Szmyt

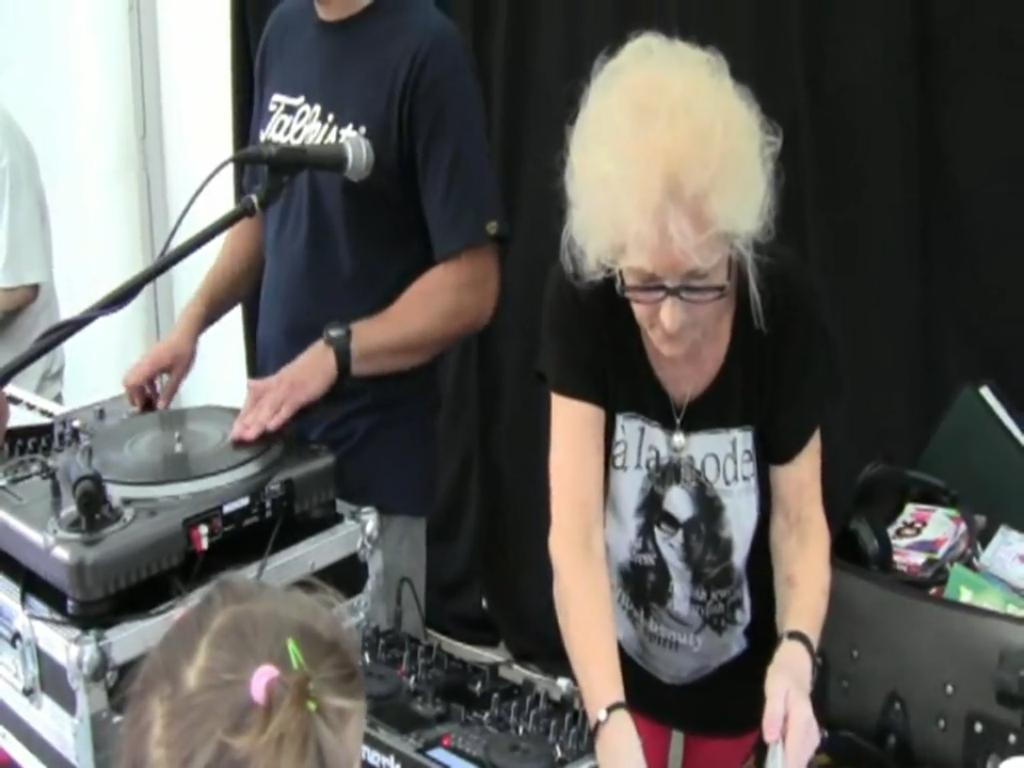
Wirginia Szmyt jako DJ Wika

Wirginia Szmyt (DJ Wika) (ur. 15 grudnia 1938 w Podświlu) – polska działaczka społeczna zaangażowana w sprawy seniorów. Z wykształcenia pedagog, pracowała z dziećmi niepełnosprawnymi i trudną młodzieżą. Po przejściu na emeryturę włączyła się w działalność na rzecz seniorów w ramach Uniwersytetu Trzeciego Wieku. Jest matką i babcią, pisała wiersze i teksty satyryczne. 
Jest najstarszą didżejką w Polsce (DJ Wika), a może i na świecie. Łamie stereotypy dotyczące wizerunku polskiego seniora.
W 2016 nakładem wydawnictwa Burda Publishing ukazał się książkowy wywiad „DJ Wika. Jest moc!”, którego współautorami byli Jakub Jabłonka i Paweł Łęczuk.
Szmyt była bohaterką filmu dokumentalnego Vika! w reżyserii Agnieszki Zwiefki, zaprezentowanego w 2023.

## Ważniejsze działania
- Prowadzi stałe dyskoteki międzypokoleniowe w Warszawie
- Jako DJ Wika występuje w Polsce i za granicą
- Współorganizuje wycieczki dla seniorów[13]
- Została twarzą telewizji Eska TV (Eska Music Awards 2014)
- Współorganizuje parady dla seniorów
- Występuje w radio i telewizji propagując aktywność seniorów[14]
- Wystąpiła w teledysku N-O-C piosenkarki Cleo